# Египко, Николай Павлович

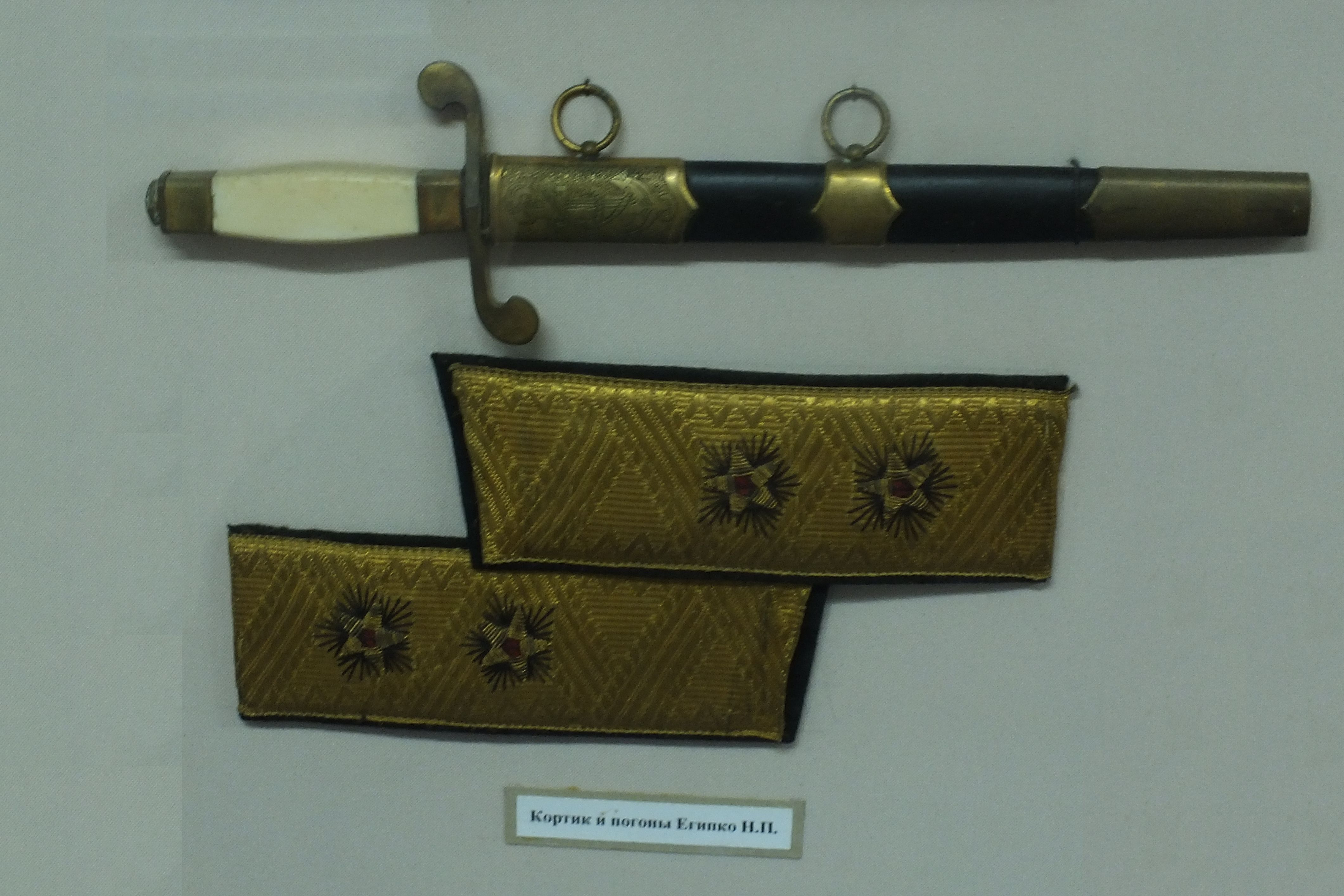
Кортик и погоны вице-адмирала Н. П. Египко, экспонируются в музее подводной лодки С-56, Владивосток.

Николай Павлович Египко (27 октября (9 ноября) 1903, Николаев - 6 июля 1985, Ленинград)  — советский военный моряк-подводник и военачальник, Герой Советского Союза (22.02.1939). Вице-адмирал (22.02.1963). Доцент (1964).

## Довоенные годы

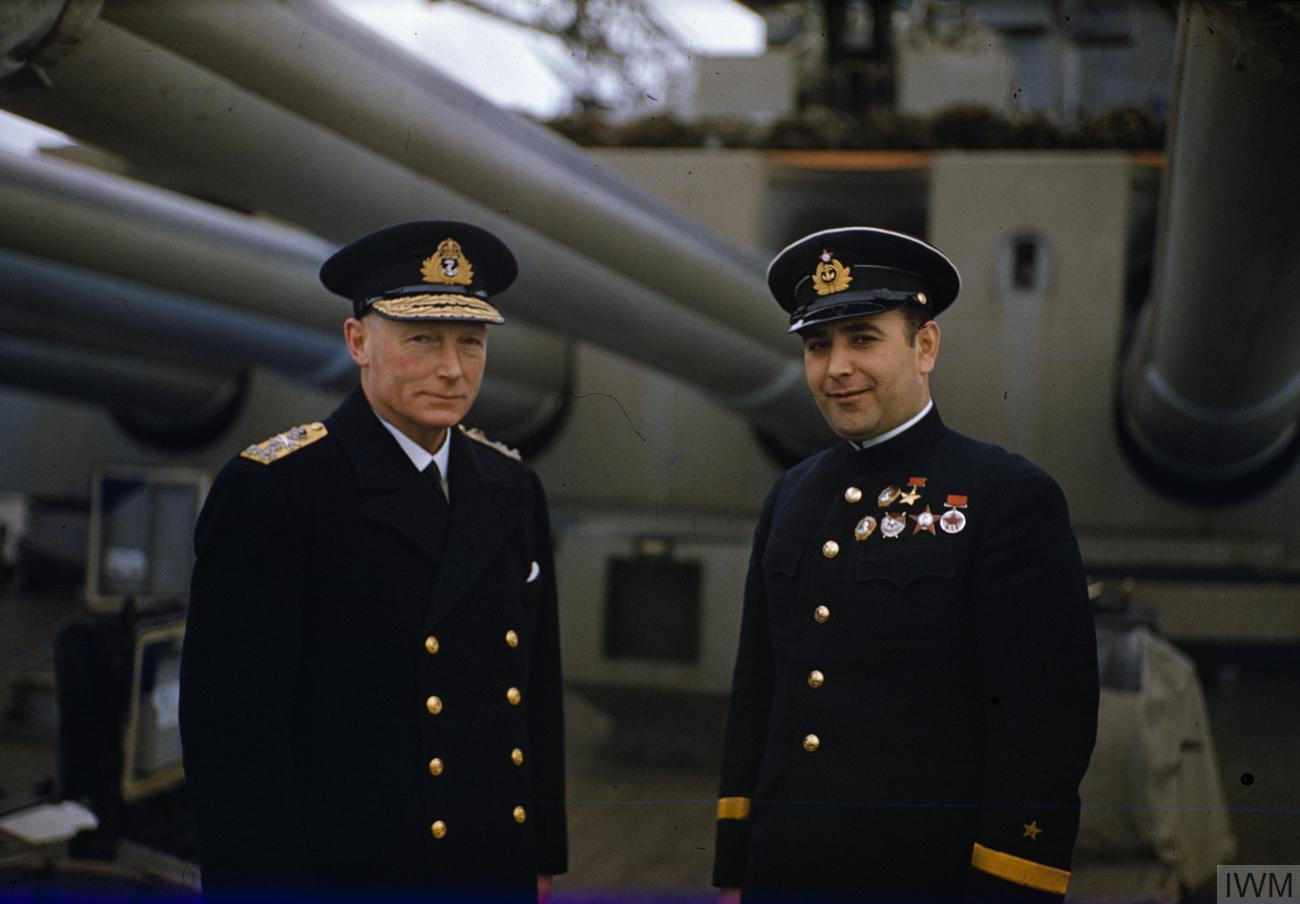
Командующий флотом метрополии (Home fleet) Великобритании адмирал сэр Джон Тови (слева) и капитан 1-го ранга Герой Советского Союза Николай Павлович Египко у орудийной башни Mk. III 356-мм пушек (BL 14 inch Mk. VII) линкора «Кинг Джордж V» (HMS King George V).

Родился в городе Николаеве (ныне в Украине). Из многодетной (8 детей) семьи рабочего судостроительного завода «Наваль». Украинец.
С мая 1919 года служил в Красной Армии красноармейцем-телефонистом в 1-м Николаевском артиллерийском дивизионе 14-й армии на Юго-Западном фронте, затем переведён в команду конной разведки. В одном из боёв был ранен. Эвакуирован в госпиталь, который вскоре был захвачен белогвардейскими войсками, но успел бежать и нелегально вернулся домой. После прихода в Николаев Красной Армии вернулся в свой дивизион и продолжил службу, участвовал в советско-польской войне.
В октябре 1920 года был демобилизован. Работал токарем-револьверщиком на механическом заводе, с 1924 года — слесарем-инструментальщиком на Николаевском судостроительном заводе имени А. Марти.
С ноября 1925 года — на службе в Военно-Морском Флоте СССР. Был направлен в Морские силы Чёрного моря, окончил машинную школу Учебного отряда в Севастополе и с мая 1926 года служил машинистом-турбинистом на крейсере «Червона Украина», с ноября 1926 года — на эсминце «Шаумян». В октябре 1927 года направлен на учёбу. Член ВКП(б)/КПСС с 1929 года.
В 1931 году окончил Военно-морское училище имени М. В. Фрунзе, с февраля этого года служил минёром на подводной лодке «Краснофлотец» Морских сил Балтийского моря. С ноября 1931 по май 1932 года учился в командных классах при Учебном отряде подводного плавания в городе Ленинграде. С ноября 1932 года служил в Морских силах Дальнего Востока: помощник и старший помощник командира подводной лодки «Лещ», с августа 1934 — командир подводной лодки «Щ-117». В январе-феврале 1936 года экипаж «Щ-117» совершил дальний поход на полную автономность продолжительностью 40 суток с целью определения предельных сроков автономности корабля и физических возможностей экипажа, в условиях почти непрерывной штормовой погоды экипаж перекрыл нормативы пребывания в море в два раза. Было пройдено 3 022 мили, из которых 315 под водой. За раскрытие возможностей и резервов лодок серии «Щ» все члены экипажа Н. П. Египко были награждены орденами СССР. Это был первый случай в СССР и России, когда экипаж подлодки стал полностью орденоносным. Как отличившийся командир в октябре 1936 года был направлен на учёбу в Военно-морскую академию имени К. Е. Ворошилова, но менее чем через год учёбу пришлось прервать.
С мая 1937 по сентябрь 1938 года Н. П. Египко участвовал в гражданской войне в Испании 1936—1939 годов на стороне республиканских войск. В Испании был известен под именем «Дон Северино де Морено». Сначала Н. П. Египко был командиром испанской подводной лодки «С-6», приняв её от прежнего командира И. А. Бурмистрова, на которой в июле 1937 года вывез группу в 18 советских военных советников во главе с Р. Я. Малиновским и ценные правительственные грузы (в том числе денежная касса местного правительства) из окруженного франкистами города Сантандер в город Хихон (Испания). Но в октябре 1937 года лодка в порту Хихона была выведена из строя при налёте франкистской авиации. В том же месяце был назначен командиром другой испанской подводной лодки «С-2», проводил в трудных условиях её ремонт в порту Сен-Назер (Франция), а при попытке французских властей интернировать лодку фактически угнал её в Испанию. Затем на ней вывез ценные правительственные грузы (в том числе государственное золото и драгоценности) из окружённого франкистами Хихона через блокированный противником Гибралтарский пролив в Картахену (Испания). По некоторым публикациям, именно Египко на подводной лодке вывез из Испании в СССР золотой запас Испании в 1938 году, другие авторы этот факт опровергали.
Указом Президиума Верховного Совета СССР от 22 февраля 1939 года за мужество и героизм, проявленные при выполнении воинского и интернационального долга капитану 2-го ранга Египко Николаю Павловичу присвоено звание Героя Советского Союза с вручением ордена Ленина. После учреждения знака особого отличия ему была вручена медаль «Золотая Звезда» № 117.
С сентября 1938 года по декабрь 1939 года — командир 2-й бригады подводных лодок Черноморского флота, с декабря 1939 года по май 1940 года — командир бригады подводных лодок Балтийского флота, в составе которой участвовал в советско-финской войне.
За отличия в боевой подготовке и служебной деятельности 26 апреля 1941 года капитану 2-го ранга Египко Н. П. было досрочно присвоено воинское звание «капитан 1-го ранга».
В апреле 1941 года окончил командный факультет Военно-морской академии имени К. Е. Ворошилова (учился с ноября 1936 года по июнь 1937 года, с мая 1940 года по апрель 1941 года). С апреля 1941 года — командир 1-й бригады подводных лодок Балтийского флота.

## Великая Отечественная война
На этом посту встретил начало Великой Отечественной войны. Организовывал действия подводных лодок на вражеских коммуникациях летом 1941 года. Во время Таллинского перехода находился на борту подводной лодки «С-5», которая подорвалась на морской мине и затонула. При взрыве был сброшен с мостика в море, спасён одним из катеров. 1 сентября 1941 года назначен командиром объединённой бригады подводных лодок Балтийского флота, но уже 19 сентября 1941 года был отстранён от занимаемой должности (фактически сдал дела 28 сентября) и направлен в распоряжение Военного совета Балтийского флота. По утверждению самого Н. Е. Египко, отстранение состоялось после его несогласия с планом прорыва отряда подводных лодок флота с Балтики на Северный флот из-за огромной вероятности гибели лодок в тщательно охраняемых немецком флотом Датских проливах.
С октября 1941 года по февраль 1943 года — в аппарате военного атташе при посольстве СССР в Великобритании. Был наблюдателем на кораблях британского флота, принимал участие в боевых операциях по проведению конвоев из портов Англии в северные порты СССР. При проводке конвоя PQ-17 в июне-июле 1942 года находился на борту линкора «Герцог Йоркский». Сыграл большую роль в организации взаимодействия советского и британского флотов, особенно в Северной Атлантике.
С февраля 1943 года по май 1946 года — начальник Отдела внешних сношений Разведывательного управления Главного морского штаба Наркомата ВМФ СССР.

## Послевоенная служба
С мая 1946 по январь 1948 года — временно исполняющий должность заместителя начальника Отдела внешних сношений Генерального штаба Вооружённых сил СССР. С января 1948 года по февраль 1953 года — начальник курса Военно-морской академии имени К. Е. Ворошилова, с февраля по август 1953 года — начальник 2-го Балтийского высшего военно-морского училища, с августа 1953 года по март 1955 года — начальник Одесского высшего военно-морского училища механиков флота. Постановлением Совета Министров Союза ССР от 31 мая 1954 года капитану 1-го ранга Египко Н. П. присвоено воинское звание «контр-адмирал». С марта 1955 года по июль 1959 года — начальник 1-го Высшего военно-морского училища подводного плавания, с июля 1959 года по декабрь 1966 года — начальник ВВМУ подводного плавания имени Ленинского комсомола. Постановлением Совета Министров СССР от 22 февраля 1963 года контр-адмиралу Египко Н. П. присвоено воинское звание «вице-адмирал».
С декабря 1966 года по январь 1967 года — в распоряжении главкома ВМФ. С января 1967 года вице-адмирал Н. П. Египко — в отставке.

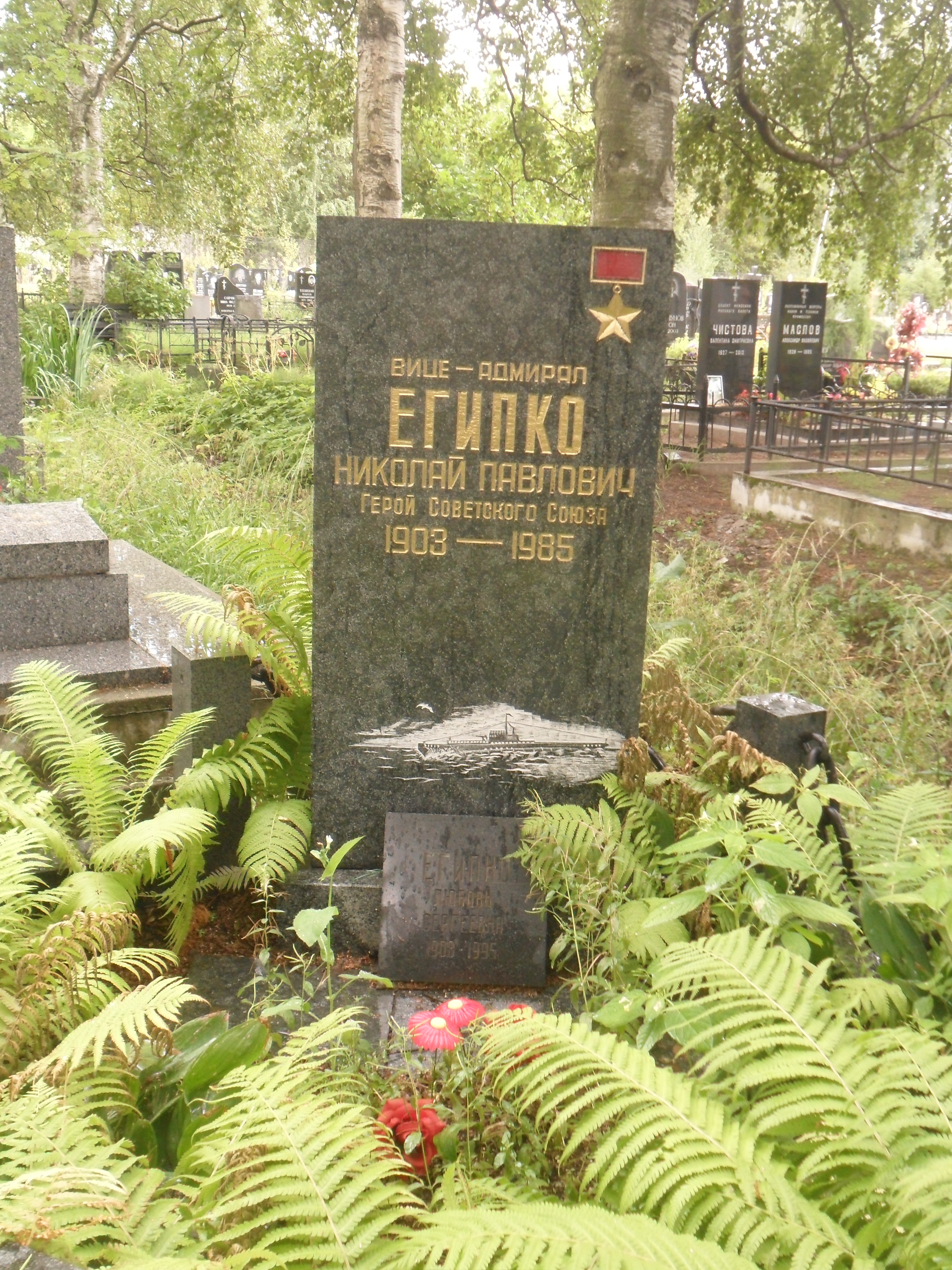
Могила Н. П. Египко на Серафимовском кладбище Санкт-Петербурга.

После отставки жил в городе-герое Ленинграде. Написал мемуары, изданные его сыном уже после кончины отца. Скончался 6 июля 1985 года. Похоронен на Серафимовском кладбище (Коммунистическая площадка) в Санкт-Петербурге.

## Семья
Имел троих детей:
- сын Владимир служил в ВМФ, капитан 1-го ранга;
- сын Виктор преподавал в высших учебных заведениях Санкт-Петербурга, кандидат технических наук;
- дочь Людмила — замужем за контр-адмиралом В. П. Бондаревым.

## Награды
- Медаль «Золотая Звезда» Героя Советского Союза (22.02.1939).
- Три ордена Ленина (23.12.1935, 22.02.1939, 15.11.1950).
- Три ордена Красного Знамени (3.04.1936, 3.11.1944, 5.11.1954).
- Три ордена Отечественной войны 1-й степени (22.07.1944, 8.07.1945, 11.03.1985).
- Орден Отечественной войны 2-й степени (1944).
- Орден Красной Звезды (3.04.1936).
- Медали СССР.
- Именное оружие дважды (1931, 1953).
- Орден Партизанской звезды 2-й степени (Югославия, 5.08.1946)[12].
- Орден «Virtuti Militari» 5-го класса (Польша, 1946).

## Мемуары
- Египко Н. П. Мои меридианы. — Санкт-Петербург: «Галерея Принт», 2012.[13]
- Египко Н. П. Испанские меридианы. // Морской сборник. — 2005. — № 3. — С.75—82.

## Память
6 мая 1975 года, в честь 30-летия Победы в Великой Отечественной войне, усилиями учителей Лидии Михайловны Цветковой и Антонины Ивановны Карановой, а также инженер-капитана 1 ранга Александры Николаевны Донченко, в школе № 269 (ныне № 585) Кировского района г. Ленинграда, была открыта комната боевой славы подводников Балтики, ныне ставшая Музеем боевой славы подводников Балтики им. Н. П. Египко.